# یواس‌اس شاد (اس‌پی-۵۵۱)
یواس‌اس شاد (اس‌پی-۵۵۱) (به انگلیسی: USS Shad (SP-551)) یک کشتی بود که طول آن ۴۳ فوت ۸ اینچ (۱۳٫۳۱ متر) بود. این کشتی در سال ۱۹۰۷ ساخته شد.